# Едвард Тагсет
Едвард Сандвік Тагсет (норв. Edvard Sandvik Tagseth, нар. 23 січня 2001, Фроста, Норвегія) — норвезький футболіст, півзахисник клубу «Русенборг» та юнацької збірної Норвегії.

## Ігрова кар'єра

### Клубна
Едвард Тагсет є вихованцем клубу «Несет». У 2017 році він приєднався до футбольної школи англійського «Ліверпуля». З 16-ти річного віку Тагсет почав грати за юнацькі команди «Ліверпуля». Та не маючи шансів пробитися до основи «червоних», у 2019 році Тагсет вирішив покинути академію і повернувся до Норвегії, де приєднався до складу лідера норвезького футболу — «Русенборга». Його дебют в основі прийшовся на матч Ліги Європи проти нідерландського ПСВ. За кілька днів Тагсет дебютував і у матчах Елітесеріен.

### Збірна
У 2017 та 2019 роках Едвард Тагсет у складі юнацьких збірних Норвегії U-17 та U-19 відповідно брав участь у юнацьких чемпіонатах Європи. Де виходив на поле у всіх матчах групових раундів.